# Prescottia stachyodes
Prescottia stachyodes är en orkidéart som först beskrevs av Olof Swartz, och fick sitt nu gällande namn av John Lindley. Prescottia stachyodes ingår i släktet Prescottia och familjen orkidéer. Inga underarter finns listade i Catalogue of Life.

## Bildgalleri

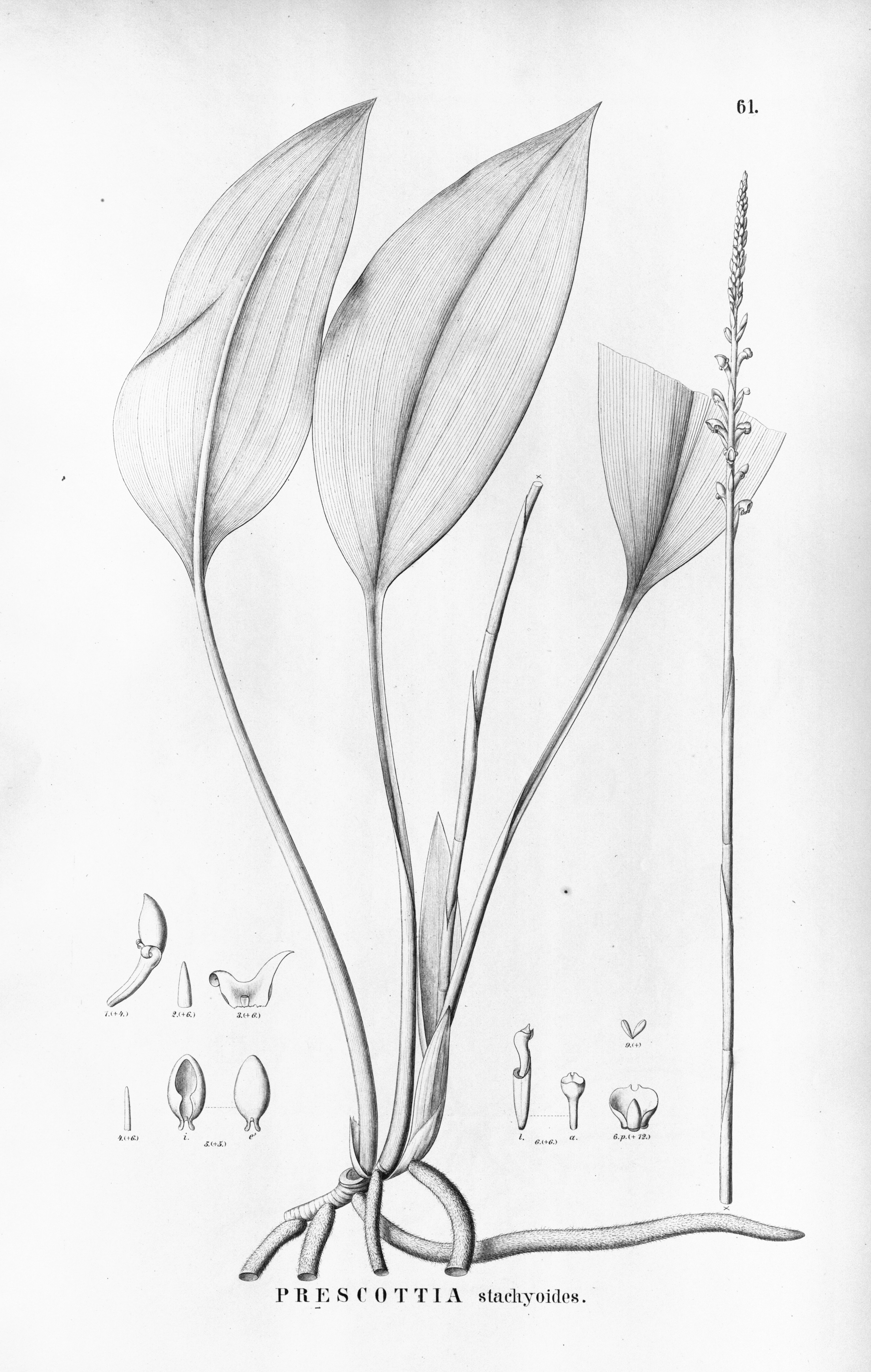